# Ceratizit Challenge by La Vuelta de 2022
A 8.ª edição da Ceratizit Challenge by La Vuelta, foi uma corrida de ciclismo feminino por etapas que se celebrou entre a 7 e o  11 de setembro de 2022, com início na Marina de Cudeyo e final em Madrid na Espanha sobre uma distância total de 478,3 km, coincidindo em data com as últimas 5 etapas da Volta a Espanha de 2022.
A corrida fez parte do UCI WorldTour Feminino de 2022 como concorrência de categoria 2.wwT do calendário ciclístico de máximo nível mundial e foi vencida pela ciclista neerlandesa Annemiek van Vleuten da equipa Movistar, quem completou sua segunda vitória na classificação geral desta corrida. O pódio completou-o a ciclista italiana Elisa Longo Borghini da equipa Trek-Segafredo e a neerlandesa Demi Vollering da equipa SD Worx.

## Equipas
Tomaram a saída um total de 22 equipas, dos quais participaram os 14 equipas de categoria UCI WorldTeam Feminino habilitados e 8 equipas de categoria UCI Continental Team Feminino convidados pela organização da corrida, quem conformaram um pelotão de 131 ciclistas das quais terminaram 106. As equipas participantes foram:
| translation for headoftableIII_translate index 58 not found (14)- Team BikeExchange-Jayco - Canyon-SRAM Racing - EF Education-TIBCO-SVB - FDJ-Suez - Human Powered Health - Team Jumbo-Visma - Liv Racing Xstra - Movistar Team - Roland Cogeas-Edelweiss Squad - Team DSM - SD Worx - Trek-Segafredo - UAE Team ADQ - Uno-X Pro Cycling Team UCI Women's continental teams (8)- Bizkaia-Durango - Ceratizit-WNT Pro Cycling - Coop-Hitec Products - Laboral Kutxa-Fundacion Euskadi - Massi Tactic - Río Miera-Cantabria Deporte - Soltec Team - Valcar-Travel & Service |
| |

## Percorrido
| Etapa | Data    | Percurso                            | type                       | Distância (km) | Vencedor             | Líder geral          |
| ----- | ------- | ----------------------------------- | -------------------------- | -------------- | -------------------- | -------------------- |
| 1     | 7 set.  | Marina de Cudeyo – Marina de Cudeyo | contrarrelógio por equipes | 19,9           | Trek-Segafredo       | Elisa Longo Borghini |
| 2     | 8 set.  | Colindres – Colindres               | média montanha             | 105,9          | Annemiek van Vleuten | Annemiek van Vleuten |
| 3     | 9 set.  | Camargo – Aguilar de Campoo         | etapa plana                | 96,4           | Grace Brown          | Annemiek van Vleuten |
| 4     | 10 set. | Palência – Segóvia                  | etapa plana                | 160,4          | Silvia Persico       | Annemiek van Vleuten |
| 5     | 11 set. | Madri – Madri                       | etapa plana                | 95,7           | Elisa Balsamo        | Annemiek van Vleuten |

## Desenvolvimento da corrida

### 1.ª etapa
| Marina de Cudeyo - Marina de Cudeyo | contrarrelógio por equipes | (19,9 km) |

| \| Classificação por etapas \| Classificação por etapas \| Classificação por etapas \| Classificação por etapas \| Classificação por etapas \| Classificação por etapas \| \| Equipe \| Equipe \| Tempo \| Intervalo de tempo \| Rapidez \| \| \| ------------------------ \| ------------------------- \| ------------------------ \| ------------------------ \| ------------------------ \| ------------------------ \| \| 1. \| Trek-Segafredo \| 23m31s \| 0s \| 50.773 km/h \| \| \| 2. \| Team BikeExchange-Jayco \| 23m37s \| + 6s \| 50.558 km/h \| \| \| 3. \| FDJ-Suez \| 23m42s \| + 11s \| 50.380 km/h \| \| \| 4. \| SD Worx \| 23m54s \| + 23s \| 49.958 km/h \| \| \| 5. \| Movistar Team \| 23m56s \| + 25s \| 49.889 km/h \| \| \| 6. \| Team DSM \| 24m15s \| + 44s \| 49.237 km/h \| \| \| 7. \| Canyon-SRAM Racing \| 24m30s \| + 59s \| 48.735 km/h \| \| \| 8. \| Team Jumbo-Visma \| 24m32s \| + 1m01s \| 48.668 km/h \| \| \| 9. \| Ceratizit-WNT Pro Cycling \| 24m52s \| + 1m21s \| 48.016 km/h \| \| \| 10. \| UAE Team ADQ \| 24m59s \| + 1m28s \| 47.792 km/h \| \| |                           |        |                    |             |
| |                           |        |                    |             |
| Fonte: ProCyclingStats |                           |        |                    |             |
| Classificação por etapas |                           |        |                    |             |
| Equipe | Equipe                    | Tempo  | Intervalo de tempo | Rapidez     |
| 1. | Trek-Segafredo            | 23m31s | 0s                 | 50.773 km/h |
| 2. | Team BikeExchange-Jayco   | 23m37s | + 6s               | 50.558 km/h |
| 3. | FDJ-Suez                  | 23m42s | + 11s              | 50.380 km/h |
| 4. | SD Worx                   | 23m54s | + 23s              | 49.958 km/h |
| 5. | Movistar Team             | 23m56s | + 25s              | 49.889 km/h |
| 6. | Team DSM                  | 24m15s | + 44s              | 49.237 km/h |
| 7. | Canyon-SRAM Racing        | 24m30s | + 59s              | 48.735 km/h |
| 8. | Team Jumbo-Visma          | 24m32s | + 1m01s            | 48.668 km/h |
| 9. | Ceratizit-WNT Pro Cycling | 24m52s | + 1m21s            | 48.016 km/h |
| 10. | UAE Team ADQ              | 24m59s | + 1m28s            | 47.792 km/h |

| \| Classificação geral \| Classificação geral \| Classificação geral \| Classificação geral \| Classificação geral \| \| Ciclista \| Ciclista \| Equipe \| Tempo \| \| \| ------------------- \| -------------------- \| ----------------------- \| ------------------- \| ------------------- \| \| 1. \| Elisa Longo Borghini \| Trek-Segafredo \| 23m31s \| \| \| 2. \| Elynor Bäckstedt \| Trek-Segafredo \| + 0s \| \| \| 3. \| Shirin van Anrooij \| Trek-Segafredo \| + 0s \| \| \| 4. \| Elisa Balsamo \| Trek-Segafredo \| + 0s \| \| \| 5. \| Georgia Williams \| Team BikeExchange-Jayco \| + 6s \| \| \| 6. \| Alexandra Manly \| Team BikeExchange-Jayco \| + 6s \| \| \| 7. \| Kristen Faulkner \| Team BikeExchange-Jayco \| + 6s \| \| \| 8. \| Ane Santesteban \| Team BikeExchange-Jayco \| + 6s \| \| \| 9. \| Ruby Roseman-Gannon \| Team BikeExchange-Jayco \| + 6s \| \| \| 10. \| Grace Brown \| FDJ-Suez-Futuroscope \| + 11s \| \| |                      |                         |        |
| |                      |                         |        |
| Fonte: ProCyclingStats |                      |                         |        |
| Classificação geral |                      |                         |        |
| Ciclista | Ciclista             | Equipe                  | Tempo  |
| 1. | Elisa Longo Borghini | Trek-Segafredo          | 23m31s |
| 2. | Elynor Bäckstedt     | Trek-Segafredo          | + 0s   |
| 3. | Shirin van Anrooij   | Trek-Segafredo          | + 0s   |
| 4. | Elisa Balsamo        | Trek-Segafredo          | + 0s   |
| 5. | Georgia Williams     | Team BikeExchange-Jayco | + 6s   |
| 6. | Alexandra Manly      | Team BikeExchange-Jayco | + 6s   |
| 7. | Kristen Faulkner     | Team BikeExchange-Jayco | + 6s   |
| 8. | Ane Santesteban      | Team BikeExchange-Jayco | + 6s   |
| 9. | Ruby Roseman-Gannon  | Team BikeExchange-Jayco | + 6s   |
| 10. | Grace Brown          | FDJ-Suez-Futuroscope    | + 11s  |

### 2.ª etapa
| Colindres - Colindres | média montanha | (105,9 km) |

| \| Classificação por etapas \| Classificação por etapas \| Classificação por etapas \| Classificação por etapas \| Classificação por etapas \| \| Ciclista \| Ciclista \| Equipe \| Tempo \| \| \| ------------------------ \| ------------------------ \| ------------------------ \| ------------------------ \| ------------------------ \| \| 1. \| Annemiek van Vleuten \| Movistar Team \| 2h56m30s \| \| \| 2. \| Elisa Longo Borghini \| Trek-Segafredo \| + 2m16s \| \| \| 3. \| Liane Lippert \| Team DSM \| + 2m16s \| \| \| 4. \| Demi Vollering \| SD Worx \| + 2m16s \| \| \| 5. \| Cecilie Uttrup Ludwig \| FDJ-Suez-Futuroscope \| + 2m50s \| \| \| 6. \| Katarzyna Niewiadoma \| Canyon-SRAM Racing \| + 2m50s \| \| \| 7. \| Silvia Persico \| Valcar-Travel & Service \| + 2m50s \| \| \| 8. \| Elise Chabbey \| Canyon-SRAM Racing \| + 2m50s \| \| \| 9. \| Juliette Labous \| Team DSM \| + 2m50s \| \| \| 10. \| Anna Shackley \| SD Worx \| + 2m50s \| \| |                       |                         |          |
| |                       |                         |          |
| Fonte: ProCyclingStats |                       |                         |          |
| Classificação por etapas |                       |                         |          |
| Ciclista | Ciclista              | Equipe                  | Tempo    |
| 1. | Annemiek van Vleuten  | Movistar Team           | 2h56m30s |
| 2. | Elisa Longo Borghini  | Trek-Segafredo          | + 2m16s  |
| 3. | Liane Lippert         | Team DSM                | + 2m16s  |
| 4. | Demi Vollering        | SD Worx                 | + 2m16s  |
| 5. | Cecilie Uttrup Ludwig | FDJ-Suez-Futuroscope    | + 2m50s  |
| 6. | Katarzyna Niewiadoma  | Canyon-SRAM Racing      | + 2m50s  |
| 7. | Silvia Persico        | Valcar-Travel & Service | + 2m50s  |
| 8. | Elise Chabbey         | Canyon-SRAM Racing      | + 2m50s  |
| 9. | Juliette Labous       | Team DSM                | + 2m50s  |
| 10. | Anna Shackley         | SD Worx                 | + 2m50s  |

| \| Classificação geral \| Classificação geral \| Classificação geral \| Classificação geral \| Classificação geral \| \| Ciclista \| Ciclista \| Equipe \| Tempo \| \| \| ------------------- \| --------------------- \| ----------------------- \| ------------------- \| ------------------- \| \| 1. \| Annemiek van Vleuten \| Movistar Team \| 3h20m16s \| \| \| 2. \| Elisa Longo Borghini \| Trek-Segafredo \| + 1m55s \| \| \| 3. \| Demi Vollering \| SD Worx \| + 2m24s \| \| \| 4. \| Ane Santesteban \| Team BikeExchange-Jayco \| + 2m41s \| \| \| 5. \| Liane Lippert \| Team DSM \| + 2m41s \| \| \| 6. \| Cecilie Uttrup Ludwig \| FDJ-Suez-Futuroscope \| + 2m46s \| \| \| 7. \| Anna Shackley \| SD Worx \| + 2m58s \| \| \| 8. \| Juliette Labous \| Team DSM \| + 3m19s \| \| \| 9. \| Brodie Chapman \| FDJ-Suez-Futuroscope \| + 3m32s \| \| \| 10. \| Elise Chabbey \| Canyon-SRAM Racing \| + 3m34s \| \| |                       |                         |          |
| |                       |                         |          |
| Fonte: ProCyclingStats |                       |                         |          |
| Classificação geral |                       |                         |          |
| Ciclista | Ciclista              | Equipe                  | Tempo    |
| 1. | Annemiek van Vleuten  | Movistar Team           | 3h20m16s |
| 2. | Elisa Longo Borghini  | Trek-Segafredo          | + 1m55s  |
| 3. | Demi Vollering        | SD Worx                 | + 2m24s  |
| 4. | Ane Santesteban       | Team BikeExchange-Jayco | + 2m41s  |
| 5. | Liane Lippert         | Team DSM                | + 2m41s  |
| 6. | Cecilie Uttrup Ludwig | FDJ-Suez-Futuroscope    | + 2m46s  |
| 7. | Anna Shackley         | SD Worx                 | + 2m58s  |
| 8. | Juliette Labous       | Team DSM                | + 3m19s  |
| 9. | Brodie Chapman        | FDJ-Suez-Futuroscope    | + 3m32s  |
| 10. | Elise Chabbey         | Canyon-SRAM Racing      | + 3m34s  |

### 3.ª etapa
| Camargo - Aguilar de Campoo | etapa plana | (96,4 km) |

| \| Classificação por etapas \| Classificação por etapas \| Classificação por etapas \| Classificação por etapas \| Classificação por etapas \| \| Ciclista \| Ciclista \| Equipe \| Tempo \| \| \| ------------------------ \| ------------------------ \| ------------------------ \| ------------------------ \| ------------------------ \| \| 1. \| Grace Brown \| FDJ-Suez-Futuroscope \| 2h28m37s \| \| \| 2. \| Elise Chabbey \| Canyon-SRAM Racing \| + 0s \| \| \| 3. \| Elisa Balsamo \| Trek-Segafredo \| + 8s \| \| \| 4. \| Lotte Kopecky \| SD Worx \| + 8s \| \| \| 5. \| Arlenis Sierra \| Movistar Team \| + 8s \| \| \| 6. \| Alexandra Manly \| Team BikeExchange-Jayco \| + 8s \| \| \| 7. \| Silvia Persico \| Valcar-Travel & Service \| + 8s \| \| \| 8. \| Katarzyna Niewiadoma \| Canyon-SRAM Racing \| + 8s \| \| \| 9. \| Elisa Longo Borghini \| Trek-Segafredo \| + 8s \| \| \| 10. \| Annemiek van Vleuten \| Movistar Team \| + 8s \| \| |                      |                         |          |
| |                      |                         |          |
| Fonte: ProCyclingStats |                      |                         |          |
| Classificação por etapas |                      |                         |          |
| Ciclista | Ciclista             | Equipe                  | Tempo    |
| 1. | Grace Brown          | FDJ-Suez-Futuroscope    | 2h28m37s |
| 2. | Elise Chabbey        | Canyon-SRAM Racing      | + 0s     |
| 3. | Elisa Balsamo        | Trek-Segafredo          | + 8s     |
| 4. | Lotte Kopecky        | SD Worx                 | + 8s     |
| 5. | Arlenis Sierra       | Movistar Team           | + 8s     |
| 6. | Alexandra Manly      | Team BikeExchange-Jayco | + 8s     |
| 7. | Silvia Persico       | Valcar-Travel & Service | + 8s     |
| 8. | Katarzyna Niewiadoma | Canyon-SRAM Racing      | + 8s     |
| 9. | Elisa Longo Borghini | Trek-Segafredo          | + 8s     |
| 10. | Annemiek van Vleuten | Movistar Team           | + 8s     |

| \| Classificação geral \| Classificação geral \| Classificação geral \| Classificação geral \| Classificação geral \| \| Ciclista \| Ciclista \| Equipe \| Tempo \| \| \| ------------------- \| --------------------- \| ----------------------- \| ------------------- \| ------------------- \| \| 1. \| Annemiek van Vleuten \| Movistar Team \| 5h49m01s \| \| \| 2. \| Elisa Longo Borghini \| Trek-Segafredo \| + 1m55s \| \| \| 3. \| Demi Vollering \| SD Worx \| + 2m24s \| \| \| 4. \| Ane Santesteban \| Team BikeExchange-Jayco \| + 2m41s \| \| \| 5. \| Liane Lippert \| Team DSM \| + 2m41s \| \| \| 6. \| Cecilie Uttrup Ludwig \| FDJ-Suez-Futuroscope \| + 2m46s \| \| \| 7. \| Anna Shackley \| SD Worx \| + 2m58s \| \| \| 8. \| Juliette Labous \| Team DSM \| + 3m19s \| \| \| 9. \| Elise Chabbey \| Canyon-SRAM Racing \| + 3m20s \| \| \| 10. \| Brodie Chapman \| FDJ-Suez-Futuroscope \| + 3m32s \| \| |                       |                         |          |
| |                       |                         |          |
| Fonte: ProCyclingStats |                       |                         |          |
| Classificação geral |                       |                         |          |
| Ciclista | Ciclista              | Equipe                  | Tempo    |
| 1. | Annemiek van Vleuten  | Movistar Team           | 5h49m01s |
| 2. | Elisa Longo Borghini  | Trek-Segafredo          | + 1m55s  |
| 3. | Demi Vollering        | SD Worx                 | + 2m24s  |
| 4. | Ane Santesteban       | Team BikeExchange-Jayco | + 2m41s  |
| 5. | Liane Lippert         | Team DSM                | + 2m41s  |
| 6. | Cecilie Uttrup Ludwig | FDJ-Suez-Futuroscope    | + 2m46s  |
| 7. | Anna Shackley         | SD Worx                 | + 2m58s  |
| 8. | Juliette Labous       | Team DSM                | + 3m19s  |
| 9. | Elise Chabbey         | Canyon-SRAM Racing      | + 3m20s  |
| 10. | Brodie Chapman        | FDJ-Suez-Futuroscope    | + 3m32s  |

### 4.ª etapa
| Palência - Segóvia | etapa plana | (160,4 km) |

| \| Classificação por etapas \| Classificação por etapas \| Classificação por etapas \| Classificação por etapas \| Classificação por etapas \| \| Ciclista \| Ciclista \| Equipe \| Tempo \| \| \| ------------------------ \| ------------------------ \| ------------------------ \| ------------------------ \| ------------------------ \| \| 1. \| Silvia Persico \| Valcar-Travel & Service \| 4h11m01s \| \| \| 2. \| Demi Vollering \| SD Worx \| + 0s \| \| \| 3. \| Elisa Longo Borghini \| Trek-Segafredo \| + 0s \| \| \| 4. \| Lotte Kopecky \| SD Worx \| + 0s \| \| \| 5. \| Liane Lippert \| Team DSM \| + 0s \| \| \| 6. \| Annemiek van Vleuten \| Movistar Team \| + 0s \| \| \| 7. \| Cecilie Uttrup Ludwig \| FDJ-Suez-Futuroscope \| + 4s \| \| \| 8. \| Anouska Koster \| Team Jumbo-Visma \| + 6s \| \| \| 9. \| Katarzyna Niewiadoma \| Canyon-SRAM Racing \| + 11s \| \| \| 10. \| Mavi García \| UAE Team ADQ \| + 13s \| \| |                       |                         |          |
| |                       |                         |          |
| Fonte: ProCyclingStats |                       |                         |          |
| Classificação por etapas |                       |                         |          |
| Ciclista | Ciclista              | Equipe                  | Tempo    |
| 1. | Silvia Persico        | Valcar-Travel & Service | 4h11m01s |
| 2. | Demi Vollering        | SD Worx                 | + 0s     |
| 3. | Elisa Longo Borghini  | Trek-Segafredo          | + 0s     |
| 4. | Lotte Kopecky         | SD Worx                 | + 0s     |
| 5. | Liane Lippert         | Team DSM                | + 0s     |
| 6. | Annemiek van Vleuten  | Movistar Team           | + 0s     |
| 7. | Cecilie Uttrup Ludwig | FDJ-Suez-Futuroscope    | + 4s     |
| 8. | Anouska Koster        | Team Jumbo-Visma        | + 6s     |
| 9. | Katarzyna Niewiadoma  | Canyon-SRAM Racing      | + 11s    |
| 10. | Mavi García           | UAE Team ADQ            | + 13s    |

| \| Classificação geral \| Classificação geral \| Classificação geral \| Classificação geral \| Classificação geral \| \| Ciclista \| Ciclista \| Equipe \| Tempo \| \| \| ------------------- \| --------------------- \| ----------------------- \| ------------------- \| ------------------- \| \| 1. \| Annemiek van Vleuten \| Movistar Team \| 10h00m02s \| \| \| 2. \| Elisa Longo Borghini \| Trek-Segafredo \| + 1m51s \| \| \| 3. \| Demi Vollering \| SD Worx \| + 2m18s \| \| \| 4. \| Liane Lippert \| Team DSM \| + 2m41s \| \| \| 5. \| Cecilie Uttrup Ludwig \| FDJ-Suez-Futuroscope \| + 2m50s \| \| \| 6. \| Ane Santesteban \| Team BikeExchange-Jayco \| + 3m03s \| \| \| 7. \| Anna Shackley \| SD Worx \| + 3m14s \| \| \| 8. \| Juliette Labous \| Team DSM \| + 3m35s \| \| \| 9. \| Elise Chabbey \| Canyon-SRAM Racing \| + 3m36s \| \| \| 10. \| Katarzyna Niewiadoma \| Canyon-SRAM Racing \| + 3m45s \| \| |                       |                         |           |
| |                       |                         |           |
| Fonte: ProCyclingStats |                       |                         |           |
| Classificação geral |                       |                         |           |
| Ciclista | Ciclista              | Equipe                  | Tempo     |
| 1. | Annemiek van Vleuten  | Movistar Team           | 10h00m02s |
| 2. | Elisa Longo Borghini  | Trek-Segafredo          | + 1m51s   |
| 3. | Demi Vollering        | SD Worx                 | + 2m18s   |
| 4. | Liane Lippert         | Team DSM                | + 2m41s   |
| 5. | Cecilie Uttrup Ludwig | FDJ-Suez-Futuroscope    | + 2m50s   |
| 6. | Ane Santesteban       | Team BikeExchange-Jayco | + 3m03s   |
| 7. | Anna Shackley         | SD Worx                 | + 3m14s   |
| 8. | Juliette Labous       | Team DSM                | + 3m35s   |
| 9. | Elise Chabbey         | Canyon-SRAM Racing      | + 3m36s   |
| 10. | Katarzyna Niewiadoma  | Canyon-SRAM Racing      | + 3m45s   |

### 5.ª etapa
| Madri - Madri | etapa plana | (95,7 km) |

| \| Classificação por etapas \| Classificação por etapas \| Classificação por etapas \| Classificação por etapas \| Classificação por etapas \| \| Ciclista \| Ciclista \| Equipe \| Tempo \| \| \| ------------------------ \| ------------------------- \| ------------------------- \| ------------------------ \| ------------------------ \| \| 1. \| Elisa Balsamo \| Trek-Segafredo \| 2h21m37s \| \| \| 2. \| Lotte Kopecky \| SD Worx \| + 0s \| \| \| 3. \| Marta Bastianelli \| UAE Team ADQ \| + 0s \| \| \| 4. \| Megan Jastrab \| Team DSM \| + 0s \| \| \| 5. \| Sofia Bertizzolo \| UAE Team ADQ \| + 0s \| \| \| 6. \| Maria Giulia Confalonieri \| Ceratizit-WNT Pro Cycling \| + 0s \| \| \| 7. \| Tereza Neumanová \| Liv Racing Xstra \| + 0s \| \| \| 8. \| Alexandra Manly \| Team BikeExchange-Jayco \| + 0s \| \| \| 9. \| Julie Norman Leth \| Uno-X Pro Cycling Team \| + 0s \| \| \| 10. \| Vittoria Guazzini \| FDJ-Suez-Futuroscope \| + 0s \| \| |                           |                           |          |
| |                           |                           |          |
| Fonte: ProCyclingStats |                           |                           |          |
| Classificação por etapas |                           |                           |          |
| Ciclista | Ciclista                  | Equipe                    | Tempo    |
| 1. | Elisa Balsamo             | Trek-Segafredo            | 2h21m37s |
| 2. | Lotte Kopecky             | SD Worx                   | + 0s     |
| 3. | Marta Bastianelli         | UAE Team ADQ              | + 0s     |
| 4. | Megan Jastrab             | Team DSM                  | + 0s     |
| 5. | Sofia Bertizzolo          | UAE Team ADQ              | + 0s     |
| 6. | Maria Giulia Confalonieri | Ceratizit-WNT Pro Cycling | + 0s     |
| 7. | Tereza Neumanová          | Liv Racing Xstra          | + 0s     |
| 8. | Alexandra Manly           | Team BikeExchange-Jayco   | + 0s     |
| 9. | Julie Norman Leth         | Uno-X Pro Cycling Team    | + 0s     |
| 10. | Vittoria Guazzini         | FDJ-Suez-Futuroscope      | + 0s     |

## Classificações finais
As classificações finalizaram da seguinte forma:

### Classificação geral
| \| Classificação geral \| Classificação geral \| Classificação geral \| Classificação geral \| Classificação geral \| \| Ciclista \| Ciclista \| Equipe \| Tempo \| \| \| ------------------- \| --------------------- \| ----------------------- \| ------------------- \| ------------------- \| \| 1. \| Annemiek van Vleuten \| Movistar Team \| 12h21m46s \| \| \| 2. \| Elisa Longo Borghini \| Trek-Segafredo \| + 1m44s \| \| \| 3. \| Demi Vollering \| SD Worx \| + 2m11s \| \| \| 4. \| Liane Lippert \| Team DSM \| + 2m34s \| \| \| 5. \| Cecilie Uttrup Ludwig \| FDJ-Suez-Futuroscope \| + 2m43s \| \| \| 6. \| Ane Santesteban \| Team BikeExchange-Jayco \| + 3m03s \| \| \| 7. \| Anna Shackley \| SD Worx \| + 3m07s \| \| \| 8. \| Juliette Labous \| Team DSM \| + 3m29s \| \| \| 9. \| Elise Chabbey \| Canyon-SRAM Racing \| + 3m35s \| \| \| 10. \| Katarzyna Niewiadoma \| Canyon-SRAM Racing \| + 3m38s \| \| |                       |                         |           |
| |                       |                         |           |
| Fonte: ProCyclingStats |                       |                         |           |
| Classificação geral |                       |                         |           |
| Ciclista | Ciclista              | Equipe                  | Tempo     |
| 1. | Annemiek van Vleuten  | Movistar Team           | 12h21m46s |
| 2. | Elisa Longo Borghini  | Trek-Segafredo          | + 1m44s   |
| 3. | Demi Vollering        | SD Worx                 | + 2m11s   |
| 4. | Liane Lippert         | Team DSM                | + 2m34s   |
| 5. | Cecilie Uttrup Ludwig | FDJ-Suez-Futuroscope    | + 2m43s   |
| 6. | Ane Santesteban       | Team BikeExchange-Jayco | + 3m03s   |
| 7. | Anna Shackley         | SD Worx                 | + 3m07s   |
| 8. | Juliette Labous       | Team DSM                | + 3m29s   |
| 9. | Elise Chabbey         | Canyon-SRAM Racing      | + 3m35s   |
| 10. | Katarzyna Niewiadoma  | Canyon-SRAM Racing      | + 3m38s   |

### Classificação por pontos
| Classificação por pontos | Classificação por pontos | Classificação por pontos | Classificação por pontos | Classificação por pontos |
| Ciclista                 | Ciclista                 | Equipe                   | Pontos                   |                          |
| ------------------------ | ------------------------ | ------------------------ | ------------------------ | ------------------------ |
| 1.                       | Silvia Persico           | Valcar-Travel & Service  | 48 pts                   |                          |
| 2.                       | Lotte Kopecky            | SD Worx                  | 48 pts                   |                          |
| 3.                       | Elisa Longo Borghini     | Trek-Segafredo           | 44 pts                   |                          |
| 4.                       | Elisa Balsamo            | Trek-Segafredo           | 41 pts                   |                          |
| 5.                       | Annemiek van Vleuten     | Movistar Team            | 41 pts                   |                          |
| 6.                       | Demi Vollering           | SD Worx                  | 34 pts                   |                          |
| 7.                       | Liane Lippert            | Team DSM                 | 33 pts                   |                          |
| 8.                       | Elise Chabbey            | Canyon-SRAM Racing       | 32 pts                   |                          |
| 9.                       | Katarzyna Niewiadoma     | Canyon-SRAM Racing       | 25 pts                   |                          |
| 10.                      | Cecilie Uttrup Ludwig    | FDJ-Suez-Futuroscope     | 23 pts                   |                          |

### Classificação da montanha
| Classificação da montanha | Classificação da montanha | Classificação da montanha | Classificação da montanha | Classificação da montanha |
| Ciclista                  | Ciclista                  | Equipe                    | Pontos                    |                           |
| ------------------------- | ------------------------- | ------------------------- | ------------------------- | ------------------------- |
| 1.                        | Lucinda Brand             | Trek-Segafredo            | 44 pts                    |                           |
| 2.                        | Annemiek van Vleuten      | Movistar Team             | 32 pts                    |                           |
| 3.                        | Sarah Roy                 | Canyon-SRAM Racing        | 22 pts                    |                           |
| 4.                        | Liane Lippert             | Team DSM                  | 20 pts                    |                           |
| 5.                        | Katarzyna Niewiadoma      | Canyon-SRAM Racing        | 16 pts                    |                           |
| 6.                        | Elisa Longo Borghini      | Trek-Segafredo            | 16 pts                    |                           |
| 7.                        | Demi Vollering            | SD Worx                   | 15 pts                    |                           |
| 8.                        | Arlenis Sierra            | Movistar Team             | 9 pts                     |                           |
| 9.                        | Elise Chabbey             | Canyon-SRAM Racing        | 7 pts                     |                           |
| 10.                       | Emma Norsgaard            | Movistar Team             | 6 pts                     |                           |

### Classificação por equipas
| Classificação por equipes | Classificação por equipes | Classificação por equipes | Classificação por equipes |
| Equipe                    | Equipe                    | Tempo                     |                           |
| ------------------------- | ------------------------- | ------------------------- | ------------------------- |
| 1.                        | SD Worx                   | 36h27m46s                 |                           |
| 2.                        | FDJ-Suez                  | + 5m45s                   |                           |
| 3.                        | Team DSM                  | + 6m09s                   |                           |
| 4.                        | Canyon-SRAM Racing        | + 6m38s                   |                           |
| 5.                        | Team BikeExchange-Jayco   | + 9m28s                   |                           |
| 6.                        | Movistar Team             | + 10m29s                  |                           |
| 7.                        | Trek-Segafredo            | + 18m49s                  |                           |
| 8.                        | UAE Team ADQ              | + 19m12s                  |                           |
| 9.                        | Team Jumbo-Visma          | + 31m48s                  |                           |
| 10.                       | Valcar-Travel & Service   | + 32m05s                  |                           |

## Evolução das classificações
| Etapa |                            | Vencedor _           | Classificação geral  | Prêmio por pontos    | Prêmio de montanha | Disputa                | Equipes _          |
| ----- | -------------------------- | -------------------- | -------------------- | -------------------- | ------------------ | ---------------------- | ------------------ |
| 1     | contrarrelógio por equipes | Trek-Segafredo       | Elisa Longo Borghini | Elynor Bäckstedt     | Shirin van Anrooij | Mercedes Carmona Ramos | Trek-Segafredo     |
| 2     | média montanha             | Annemiek van Vleuten | Annemiek van Vleuten | Annemiek van Vleuten | Lucinda Brand      | Sarah Roy              | Canyon-SRAM Racing |
| 3     | etapa plana                | Grace Brown          | Annemiek van Vleuten | Annemiek van Vleuten | Lucinda Brand      | Mavi García            | SD Worx            |
| 4     | etapa plana                | Silvia Persico       | Annemiek van Vleuten | Silvia Persico       | Lucinda Brand      | Anna Kiesenhofer       | SD Worx            |
| 5     | etapa plana                | Elisa Balsamo        | Annemiek van Vleuten | Silvia Persico       | Lucinda Brand      | Mavi García            | SD Worx            |
| Final | Final                      |                      | Annemiek van Vleuten | Silvia Persico       | Lucinda Brand      | não atribuído          | SD Worx            |

## Ciclistas participantes e posições finais
| Movistar Team MOV | Movistar Team MOV              | Movistar Team MOV |
| ----------------- | ------------------------------ | ----------------- |
| Num               | Ciclista                       | Pos               |
| 1                 | Annemiek van Vleuten (NED)     | 1.                |
| 2                 | Katrine Aalerud (NOR)          | 42.               |
| 3                 | Aude Biannic (FRA)             | 77.               |
| 4                 | Sara Martín Martín (ESP)       | 33.               |
| 5                 | Emma Norsgaard (DEN)           | 88.               |
| 6                 | Arlenis Sierra (CUB) (estrada) | 16.               |

| SD Worx SDW | SD Worx SDW                | SD Worx SDW |
| ----------- | -------------------------- | ----------- |
| Num         | Ciclista                   | Pos         |
| 11          | Demi Vollering (NED)       | 3.          |
| 12          | Niamh Fisher-Black (NZL)   | 18.         |
| 13          | Lotte Kopecky (BEL)        | 21.         |
| 14          | Marlen Reusser (SUI)       | 29.         |
| 15          | Anna Shackley (GBR)        | 7.          |
| 16          | Blanka Vas (HUN) (estrada) | 28.         |

| Trek-Segafredo TFS | Trek-Segafredo TFS            | Trek-Segafredo TFS |
| ------------------ | ----------------------------- | ------------------ |
| Num                | Ciclista                      | Pos                |
| 21                 | Elisa Balsamo (ITA) (estrada) | 30.                |
| 22                 | Elynor Bäckstedt (GBR)        | NP-3               |
| 23                 | Lucinda Brand (NED)           | 57.                |
| 24                 | Amalie Dideriksen (DEN)       | 94.                |
| 25                 | Elisa Longo Borghini (ITA)    | 2.                 |
| 26                 | Shirin van Anrooij (NED)      | 26.                |

| FDJ-Suez-Futuroscope FSF | FDJ-Suez-Futuroscope FSF              | FDJ-Suez-Futuroscope FSF |
| ------------------------ | ------------------------------------- | ------------------------ |
| Num                      | Ciclista                              | Pos                      |
| 31                       | Cecilie Uttrup Ludwig (DEN) (estrada) | 5.                       |
| 32                       | Grace Brown (AUS)                     | DNF                      |
| 33                       | Brodie Chapman (AUS)                  | 11.                      |
| 34                       | Vittoria Guazzini (ITA)               | 40.                      |
| 35                       | Marie Le Net (FRA)                    | 64.                      |
| 36                       | Évita Muzic (FRA)                     | 43.                      |

| Team DSM DSM | Team DSM DSM                  | Team DSM DSM |
| ------------ | ----------------------------- | ------------ |
| Num          | Ciclista                      | Pos          |
| 41           | Juliette Labous (FRA)         | 9.           |
| 42           | Francesca Barale (ITA)        | 41.          |
| 43           | Léa Curinier (FRA)            | DNF          |
| 44           | Megan Jastrab (USA)           | 93.          |
| 45           | Liane Lippert (GER) (estrada) | 4.           |
| 46           | Floortje Mackaij (NED)        | 23.          |

| Canyon-SRAM Racing CSR | Canyon-SRAM Racing CSR     | Canyon-SRAM Racing CSR |
| ---------------------- | -------------------------- | ---------------------- |
| Num                    | Ciclista                   | Pos                    |
| 51                     | Katarzyna Niewiadoma (POL) | 10.                    |
| 52                     | Alena Amialiusik (BLR)     | NP-2                   |
| 53                     | Elise Chabbey (SUI)        | 8.                     |
| 54                     | Mikayla Harvey (NZL)       | 82.                    |
| 55                     | Pauliena Rooijakkers (NED) | 25.                    |
| 56                     | Sarah Roy (AUS)            | 51.                    |

| UAE Team ADQ UAD | UAE Team ADQ UAD            | UAE Team ADQ UAD |
| ---------------- | --------------------------- | ---------------- |
| Num              | Ciclista                    | Pos              |
| 61               | Mavi García (ESP) (estrada) | 13.              |
| 62               | Marta Bastianelli (ITA)     | 48.              |
| 63               | Sofia Bertizzolo (ITA)      | 24.              |
| 64               | Maaike Boogaard (NED)       | 65.              |
| 65               | Laura Tomasi (ITA)          | 50.              |
| 66               | Sophie Wright (GBR)         | 32.              |

| Team Jumbo-Visma TJV | Team Jumbo-Visma TJV      | Team Jumbo-Visma TJV |
| -------------------- | ------------------------- | -------------------- |
| Num                  | Ciclista                  | Pos                  |
| 71                   | Anouska Koster (NED)      | 22.                  |
| 72                   | Carlijn Achtereekte (NED) | 63.                  |
| 73                   | Amber Kraak (NED)         | 17.                  |
| 74                   | Linda Riedmann (GER)      | 78.                  |
| 75                   | Aafke Soet (NED)          | NP-2                 |
| 76                   | Karlijn Swinkels (NED)    | NP-2                 |

| Team BikeExchange-Jayco BEX | Team BikeExchange-Jayco BEX | Team BikeExchange-Jayco BEX |
| --------------------------- | --------------------------- | --------------------------- |
| Num                         | Ciclista                    | Pos                         |
| 81                          | Ane Santesteban (ESP)       | 6.                          |
| 82                          | Teniel Campbell (TTO)       | 92.                         |
| 83                          | Kristen Faulkner (USA)      | DNF                         |
| 84                          | Alexandra Manly (AUS)       | 15.                         |
| 85                          | Ruby Roseman-Gannon (AUS)   | 44.                         |
| 86                          | Georgia Williams (NZL)      | 31.                         |

| Valcar-Travel & Service VAL | Valcar-Travel & Service VAL | Valcar-Travel & Service VAL |
| --------------------------- | --------------------------- | --------------------------- |
| Num                         | Ciclista                    | Pos                         |
| 91                          | Silvia Persico (ITA)        | 12.                         |
| 92                          | Olivia Baril (CAN)          | 66.                         |
| 93                          | Chiara Consonni (ITA)       | 85.                         |
| 94                          | Karolina Kumięga (POL)      | 75.                         |
| 95                          | Federica Piergiovanni (ITA) | 49.                         |
| 96                          | Elizabeth Stannard (AUS)    | 34.                         |

| Liv Racing Xstra LIV | Liv Racing Xstra LIV             | Liv Racing Xstra LIV |
| -------------------- | -------------------------------- | -------------------- |
| Num                  | Ciclista                         | Pos                  |
| 101                  | Valerie Demey (BEL)              | 62.                  |
| 102                  | Thalita de Jong (NED)            | 72.                  |
| 103                  | Marta Jaskulska (POL)            | 68.                  |
| 104                  | Tereza Neumanová (CZE) (estrada) | 59.                  |
| 105                  | Sabrina Stultiens (NED)          | 71.                  |
| 106                  | Quinty Ton (NED)                 | 55.                  |

| EF Education-TIBCO-SVB TIB | EF Education-TIBCO-SVB TIB    | EF Education-TIBCO-SVB TIB |
| -------------------------- | ----------------------------- | -------------------------- |
| Num                        | Ciclista                      | Pos                        |
| 111                        | Veronica Ewers (USA)          | 14.                        |
| 112                        | Letizia Borghesi (ITA)        | 46.                        |
| 113                        | Kristabel Doebel-Hickok (USA) | DNF-2                      |
| 114                        | Sara Poidevin (CAN)           | 90.                        |
| 115                        | Omer Shapira (ISR) (estrada)  | 53.                        |
| 116                        | Lauren Stephens (USA)         | 52.                        |

| Ceratizit-WNT Pro Cycling WNT | Ceratizit-WNT Pro Cycling WNT   | Ceratizit-WNT Pro Cycling WNT |
| ----------------------------- | ------------------------------- | ----------------------------- |
| Num                           | Ciclista                        | Pos                           |
| 121                           | Marta Lach (POL)                | 47.                           |
| 122                           | Sandra Alonso (ESP)             | 45.                           |
| 123                           | Laura Asencio (FRA)             | 37.                           |
| 124                           | Maria Giulia Confalonieri (ITA) | 39.                           |
| 125                           | Hanna Nilsson (SWE)             | 86.                           |
| 126                           | Lin Lea Teutenberg (GER)        | 91.                           |

| Roland Cogeas-Edelweiss Squad CGS | Roland Cogeas-Edelweiss Squad CGS | Roland Cogeas-Edelweiss Squad CGS |
| --------------------------------- | --------------------------------- | --------------------------------- |
| Num                               | Ciclista                          | Pos                               |
| 131                               | Hannah Buch (GER)                 | 102.                              |
| 132                               | Ines Cantera (ESP)                | 89.                               |
| 133                               | Léa Stern (SUI)                   | DNF-2                             |
| 134                               | Petra Stiasny (SUI)               | DNF                               |
| 135                               | Gabby Traxler (CAN)               | 103.                              |

| Coop-Hitec Products HPU | Coop-Hitec Products HPU  | Coop-Hitec Products HPU |
| ----------------------- | ------------------------ | ----------------------- |
| Num                     | Ciclista                 | Pos                     |
| 141                     | Caroline Andersson (SWE) | 76.                     |
| 142                     | Ingvild Gåskjenn (NOR)   | 36.                     |
| 143                     | Ane Iversen (NOR)        | DNF                     |
| 144                     | Josie Nelson (GBR)       | 35.                     |
| 145                     | Jessica Roberts (GBR)    | DNF                     |
| 146                     | Nicole Steigenga (NED)   | 74.                     |

| Uno-X Pro Cycling Team UXT | Uno-X Pro Cycling Team UXT | Uno-X Pro Cycling Team UXT |
| -------------------------- | -------------------------- | -------------------------- |
| Num                        | Ciclista                   | Pos                        |
| 151                        | Joscelin Lowden (GBR)      | 27.                        |
| 152                        | Marte Berg Edseth (NOR)    | 70.                        |
| 153                        | Julie Norman Leth (DEN)    | 73.                        |
| 154                        | Hannah Ludwig (GER)        | 58.                        |
| 155                        | Amalie Lutro (NOR)         | 98.                        |
| 156                        | Anne Dorthe Ysland (NOR)   | 61.                        |

| Human Powered Health HPW | Human Powered Health HPW           | Human Powered Health HPW |
| ------------------------ | ---------------------------------- | ------------------------ |
| Num                      | Ciclista                           | Pos                      |
| 161                      | Nina Buysman (NED)                 | 54.                      |
| 162                      | Antri Christoforou (CYP) (estrada) | DNF-3                    |
| 163                      | Evy Kuijpers (NED)                 | 100.                     |
| 164                      | Barbara Malcotti (ITA)             | 38.                      |
| 165                      | Marit Raaijmakers (NED)            | 56.                      |
| 166                      | Eri Yonamine (JPN)                 | 19.                      |

| Massi Tactic MAT | Massi Tactic MAT             | Massi Tactic MAT |
| ---------------- | ---------------------------- | ---------------- |
| Num              | Ciclista                     | Pos              |
| 171              | Aurela Nerlo (POL)           | 83.              |
| 172              | Maaike Coljé (NED)           | DNF              |
| 173              | Mireia Benito (ESP)          | DNF-2            |
| 174              | Nathalie Eklund (SWE)        | DNF              |
| 175              | Miryam Nuñez (ECU)           | 60.              |
| 176              | Andrea Ramírez Fregoso (MEX) | 81.              |

| Bizkaia-Durango BDP | Bizkaia-Durango BDP            | Bizkaia-Durango BDP |
| ------------------- | ------------------------------ | ------------------- |
| Num                 | Ciclista                       | Pos                 |
| 181                 | Lucía González Blanco (ESP)    | 84.                 |
| 182                 | Daniela Campos (POR) (estrada) | 99.                 |
| 183                 | Eukene Larrarte (ESP)          | 96.                 |
| 184                 | Irene Mendez (ESP)             | 67.                 |
| 185                 | Aileen Schweikart (GER)        | 69.                 |
| 186                 | Catalina Soto (CHI)            | 87.                 |

| Soltec Team STC | Soltec Team STC                 | Soltec Team STC |
| --------------- | ------------------------------- | --------------- |
| Num             | Ciclista                        | Pos             |
| 191             | Anna Kiesenhofer (AUT)          | 20.             |
| 192             | Andrea Alzate (COL)             | 105.            |
| 193             | Wendy Ducreux (PAN) (estrada)   | DNF-2           |
| 194             | Ana Vitória Magalhães (BRA)     | DNF             |
| 195             | Rocio Martin (ESP)              | DNF-2           |
| 196             | Manuela Mureșan (ROU) (estrada) | 101.            |

| Laboral Kutxa-Fundacion Euskadi LKF | Laboral Kutxa-Fundacion Euskadi LKF | Laboral Kutxa-Fundacion Euskadi LKF |
| ----------------------------------- | ----------------------------------- | ----------------------------------- |
| Num                                 | Ciclista                            | Pos                                 |
| 201                                 | Yurani Blanco (ESP)                 | 95.                                 |
| 202                                 | Tania Calvo (ESP)                   | 106.                                |
| 203                                 | Idoia Eraso (ESP)                   | 80.                                 |
| 204                                 | Ariana Gilabert (ESP)               | DNF                                 |
| 205                                 | Sandra Gutierrez (ESP)              | 104.                                |
| 206                                 | Usoa Ostolaza (ESP)                 | 79.                                 |

| Río Miera-Cantabria Deporte RMC | Río Miera-Cantabria Deporte RMC | Río Miera-Cantabria Deporte RMC |
| ------------------------------- | ------------------------------- | ------------------------------- |
| Num                             | Ciclista                        | Pos                             |
| 211                             | Carolina Esteban (ESP)          | DNF                             |
| 212                             | Eva Anguela Yágüez (ESP)        | DNF                             |
| 213                             | Mercedes Carmona Ramos (ESP)    | NP-2                            |
| 214                             | Susana Perez Conejero (ESP)     | 97.                             |
| 215                             | Elena Perez Munoz (ESP)         | DNF-2                           |
| 216                             | Laura Tenorio (ESP)             | DNF-2                           |

| Movistar Team MOV | Movistar Team MOV              | Movistar Team MOV |
| ----------------- | ------------------------------ | ----------------- |
| Num               | Ciclista                       | Pos               |
| 1                 | Annemiek van Vleuten (NED)     | 1.                |
| 2                 | Katrine Aalerud (NOR)          | 42.               |
| 3                 | Aude Biannic (FRA)             | 77.               |
| 4                 | Sara Martín Martín (ESP)       | 33.               |
| 5                 | Emma Norsgaard (DEN)           | 88.               |
| 6                 | Arlenis Sierra (CUB) (estrada) | 16.               |

| SD Worx SDW | SD Worx SDW                | SD Worx SDW |
| ----------- | -------------------------- | ----------- |
| Num         | Ciclista                   | Pos         |
| 11          | Demi Vollering (NED)       | 3.          |
| 12          | Niamh Fisher-Black (NZL)   | 18.         |
| 13          | Lotte Kopecky (BEL)        | 21.         |
| 14          | Marlen Reusser (SUI)       | 29.         |
| 15          | Anna Shackley (GBR)        | 7.          |
| 16          | Blanka Vas (HUN) (estrada) | 28.         |

| Trek-Segafredo TFS | Trek-Segafredo TFS            | Trek-Segafredo TFS |
| ------------------ | ----------------------------- | ------------------ |
| Num                | Ciclista                      | Pos                |
| 21                 | Elisa Balsamo (ITA) (estrada) | 30.                |
| 22                 | Elynor Bäckstedt (GBR)        | NP-3               |
| 23                 | Lucinda Brand (NED)           | 57.                |
| 24                 | Amalie Dideriksen (DEN)       | 94.                |
| 25                 | Elisa Longo Borghini (ITA)    | 2.                 |
| 26                 | Shirin van Anrooij (NED)      | 26.                |

| FDJ-Suez-Futuroscope FSF | FDJ-Suez-Futuroscope FSF              | FDJ-Suez-Futuroscope FSF |
| ------------------------ | ------------------------------------- | ------------------------ |
| Num                      | Ciclista                              | Pos                      |
| 31                       | Cecilie Uttrup Ludwig (DEN) (estrada) | 5.                       |
| 32                       | Grace Brown (AUS)                     | DNF                      |
| 33                       | Brodie Chapman (AUS)                  | 11.                      |
| 34                       | Vittoria Guazzini (ITA)               | 40.                      |
| 35                       | Marie Le Net (FRA)                    | 64.                      |
| 36                       | Évita Muzic (FRA)                     | 43.                      |

| Team DSM DSM | Team DSM DSM                  | Team DSM DSM |
| ------------ | ----------------------------- | ------------ |
| Num          | Ciclista                      | Pos          |
| 41           | Juliette Labous (FRA)         | 9.           |
| 42           | Francesca Barale (ITA)        | 41.          |
| 43           | Léa Curinier (FRA)            | DNF          |
| 44           | Megan Jastrab (USA)           | 93.          |
| 45           | Liane Lippert (GER) (estrada) | 4.           |
| 46           | Floortje Mackaij (NED)        | 23.          |

| Canyon-SRAM Racing CSR | Canyon-SRAM Racing CSR     | Canyon-SRAM Racing CSR |
| ---------------------- | -------------------------- | ---------------------- |
| Num                    | Ciclista                   | Pos                    |
| 51                     | Katarzyna Niewiadoma (POL) | 10.                    |
| 52                     | Alena Amialiusik (BLR)     | NP-2                   |
| 53                     | Elise Chabbey (SUI)        | 8.                     |
| 54                     | Mikayla Harvey (NZL)       | 82.                    |
| 55                     | Pauliena Rooijakkers (NED) | 25.                    |
| 56                     | Sarah Roy (AUS)            | 51.                    |

| UAE Team ADQ UAD | UAE Team ADQ UAD            | UAE Team ADQ UAD |
| ---------------- | --------------------------- | ---------------- |
| Num              | Ciclista                    | Pos              |
| 61               | Mavi García (ESP) (estrada) | 13.              |
| 62               | Marta Bastianelli (ITA)     | 48.              |
| 63               | Sofia Bertizzolo (ITA)      | 24.              |
| 64               | Maaike Boogaard (NED)       | 65.              |
| 65               | Laura Tomasi (ITA)          | 50.              |
| 66               | Sophie Wright (GBR)         | 32.              |

| Team Jumbo-Visma TJV | Team Jumbo-Visma TJV      | Team Jumbo-Visma TJV |
| -------------------- | ------------------------- | -------------------- |
| Num                  | Ciclista                  | Pos                  |
| 71                   | Anouska Koster (NED)      | 22.                  |
| 72                   | Carlijn Achtereekte (NED) | 63.                  |
| 73                   | Amber Kraak (NED)         | 17.                  |
| 74                   | Linda Riedmann (GER)      | 78.                  |
| 75                   | Aafke Soet (NED)          | NP-2                 |
| 76                   | Karlijn Swinkels (NED)    | NP-2                 |

| Team BikeExchange-Jayco BEX | Team BikeExchange-Jayco BEX | Team BikeExchange-Jayco BEX |
| --------------------------- | --------------------------- | --------------------------- |
| Num                         | Ciclista                    | Pos                         |
| 81                          | Ane Santesteban (ESP)       | 6.                          |
| 82                          | Teniel Campbell (TTO)       | 92.                         |
| 83                          | Kristen Faulkner (USA)      | DNF                         |
| 84                          | Alexandra Manly (AUS)       | 15.                         |
| 85                          | Ruby Roseman-Gannon (AUS)   | 44.                         |
| 86                          | Georgia Williams (NZL)      | 31.                         |

| Valcar-Travel & Service VAL | Valcar-Travel & Service VAL | Valcar-Travel & Service VAL |
| --------------------------- | --------------------------- | --------------------------- |
| Num                         | Ciclista                    | Pos                         |
| 91                          | Silvia Persico (ITA)        | 12.                         |
| 92                          | Olivia Baril (CAN)          | 66.                         |
| 93                          | Chiara Consonni (ITA)       | 85.                         |
| 94                          | Karolina Kumięga (POL)      | 75.                         |
| 95                          | Federica Piergiovanni (ITA) | 49.                         |
| 96                          | Elizabeth Stannard (AUS)    | 34.                         |

| Liv Racing Xstra LIV | Liv Racing Xstra LIV             | Liv Racing Xstra LIV |
| -------------------- | -------------------------------- | -------------------- |
| Num                  | Ciclista                         | Pos                  |
| 101                  | Valerie Demey (BEL)              | 62.                  |
| 102                  | Thalita de Jong (NED)            | 72.                  |
| 103                  | Marta Jaskulska (POL)            | 68.                  |
| 104                  | Tereza Neumanová (CZE) (estrada) | 59.                  |
| 105                  | Sabrina Stultiens (NED)          | 71.                  |
| 106                  | Quinty Ton (NED)                 | 55.                  |

| EF Education-TIBCO-SVB TIB | EF Education-TIBCO-SVB TIB    | EF Education-TIBCO-SVB TIB |
| -------------------------- | ----------------------------- | -------------------------- |
| Num                        | Ciclista                      | Pos                        |
| 111                        | Veronica Ewers (USA)          | 14.                        |
| 112                        | Letizia Borghesi (ITA)        | 46.                        |
| 113                        | Kristabel Doebel-Hickok (USA) | DNF-2                      |
| 114                        | Sara Poidevin (CAN)           | 90.                        |
| 115                        | Omer Shapira (ISR) (estrada)  | 53.                        |
| 116                        | Lauren Stephens (USA)         | 52.                        |

| Ceratizit-WNT Pro Cycling WNT | Ceratizit-WNT Pro Cycling WNT   | Ceratizit-WNT Pro Cycling WNT |
| ----------------------------- | ------------------------------- | ----------------------------- |
| Num                           | Ciclista                        | Pos                           |
| 121                           | Marta Lach (POL)                | 47.                           |
| 122                           | Sandra Alonso (ESP)             | 45.                           |
| 123                           | Laura Asencio (FRA)             | 37.                           |
| 124                           | Maria Giulia Confalonieri (ITA) | 39.                           |
| 125                           | Hanna Nilsson (SWE)             | 86.                           |
| 126                           | Lin Lea Teutenberg (GER)        | 91.                           |

| Roland Cogeas-Edelweiss Squad CGS | Roland Cogeas-Edelweiss Squad CGS | Roland Cogeas-Edelweiss Squad CGS |
| --------------------------------- | --------------------------------- | --------------------------------- |
| Num                               | Ciclista                          | Pos                               |
| 131                               | Hannah Buch (GER)                 | 102.                              |
| 132                               | Ines Cantera (ESP)                | 89.                               |
| 133                               | Léa Stern (SUI)                   | DNF-2                             |
| 134                               | Petra Stiasny (SUI)               | DNF                               |
| 135                               | Gabby Traxler (CAN)               | 103.                              |

| Coop-Hitec Products HPU | Coop-Hitec Products HPU  | Coop-Hitec Products HPU |
| ----------------------- | ------------------------ | ----------------------- |
| Num                     | Ciclista                 | Pos                     |
| 141                     | Caroline Andersson (SWE) | 76.                     |
| 142                     | Ingvild Gåskjenn (NOR)   | 36.                     |
| 143                     | Ane Iversen (NOR)        | DNF                     |
| 144                     | Josie Nelson (GBR)       | 35.                     |
| 145                     | Jessica Roberts (GBR)    | DNF                     |
| 146                     | Nicole Steigenga (NED)   | 74.                     |

| Uno-X Pro Cycling Team UXT | Uno-X Pro Cycling Team UXT | Uno-X Pro Cycling Team UXT |
| -------------------------- | -------------------------- | -------------------------- |
| Num                        | Ciclista                   | Pos                        |
| 151                        | Joscelin Lowden (GBR)      | 27.                        |
| 152                        | Marte Berg Edseth (NOR)    | 70.                        |
| 153                        | Julie Norman Leth (DEN)    | 73.                        |
| 154                        | Hannah Ludwig (GER)        | 58.                        |
| 155                        | Amalie Lutro (NOR)         | 98.                        |
| 156                        | Anne Dorthe Ysland (NOR)   | 61.                        |

| Human Powered Health HPW | Human Powered Health HPW           | Human Powered Health HPW |
| ------------------------ | ---------------------------------- | ------------------------ |
| Num                      | Ciclista                           | Pos                      |
| 161                      | Nina Buysman (NED)                 | 54.                      |
| 162                      | Antri Christoforou (CYP) (estrada) | DNF-3                    |
| 163                      | Evy Kuijpers (NED)                 | 100.                     |
| 164                      | Barbara Malcotti (ITA)             | 38.                      |
| 165                      | Marit Raaijmakers (NED)            | 56.                      |
| 166                      | Eri Yonamine (JPN)                 | 19.                      |

| Massi Tactic MAT | Massi Tactic MAT             | Massi Tactic MAT |
| ---------------- | ---------------------------- | ---------------- |
| Num              | Ciclista                     | Pos              |
| 171              | Aurela Nerlo (POL)           | 83.              |
| 172              | Maaike Coljé (NED)           | DNF              |
| 173              | Mireia Benito (ESP)          | DNF-2            |
| 174              | Nathalie Eklund (SWE)        | DNF              |
| 175              | Miryam Nuñez (ECU)           | 60.              |
| 176              | Andrea Ramírez Fregoso (MEX) | 81.              |

| Bizkaia-Durango BDP | Bizkaia-Durango BDP            | Bizkaia-Durango BDP |
| ------------------- | ------------------------------ | ------------------- |
| Num                 | Ciclista                       | Pos                 |
| 181                 | Lucía González Blanco (ESP)    | 84.                 |
| 182                 | Daniela Campos (POR) (estrada) | 99.                 |
| 183                 | Eukene Larrarte (ESP)          | 96.                 |
| 184                 | Irene Mendez (ESP)             | 67.                 |
| 185                 | Aileen Schweikart (GER)        | 69.                 |
| 186                 | Catalina Soto (CHI)            | 87.                 |

| Soltec Team STC | Soltec Team STC                 | Soltec Team STC |
| --------------- | ------------------------------- | --------------- |
| Num             | Ciclista                        | Pos             |
| 191             | Anna Kiesenhofer (AUT)          | 20.             |
| 192             | Andrea Alzate (COL)             | 105.            |
| 193             | Wendy Ducreux (PAN) (estrada)   | DNF-2           |
| 194             | Ana Vitória Magalhães (BRA)     | DNF             |
| 195             | Rocio Martin (ESP)              | DNF-2           |
| 196             | Manuela Mureșan (ROU) (estrada) | 101.            |

| Laboral Kutxa-Fundacion Euskadi LKF | Laboral Kutxa-Fundacion Euskadi LKF | Laboral Kutxa-Fundacion Euskadi LKF |
| ----------------------------------- | ----------------------------------- | ----------------------------------- |
| Num                                 | Ciclista                            | Pos                                 |
| 201                                 | Yurani Blanco (ESP)                 | 95.                                 |
| 202                                 | Tania Calvo (ESP)                   | 106.                                |
| 203                                 | Idoia Eraso (ESP)                   | 80.                                 |
| 204                                 | Ariana Gilabert (ESP)               | DNF                                 |
| 205                                 | Sandra Gutierrez (ESP)              | 104.                                |
| 206                                 | Usoa Ostolaza (ESP)                 | 79.                                 |

| Río Miera-Cantabria Deporte RMC | Río Miera-Cantabria Deporte RMC | Río Miera-Cantabria Deporte RMC |
| ------------------------------- | ------------------------------- | ------------------------------- |
| Num                             | Ciclista                        | Pos                             |
| 211                             | Carolina Esteban (ESP)          | DNF                             |
| 212                             | Eva Anguela Yágüez (ESP)        | DNF                             |
| 213                             | Mercedes Carmona Ramos (ESP)    | NP-2                            |
| 214                             | Susana Perez Conejero (ESP)     | 97.                             |
| 215                             | Elena Perez Munoz (ESP)         | DNF-2                           |
| 216                             | Laura Tenorio (ESP)             | DNF-2                           |

Convenções:
- AB-N: Abandono na etapa "N"
- FLT-N: Retiro por chegada fora do limite de tempo na etapa "N"
- NTS-N: Não tomou a saída para a etapa "N"
- DES-N: Desclassificado ou expulsado na etapa "N"

## UCI WorldTour Feminino
A Ceratizit Challenge by La Vuelta outorgou pontos para o UCI World Ranking Feminino e o UCI WorldTour Feminino para corredoras das equipas nas categorias UCI WorldTeam Feminino e Continental Feminino. As seguintes tabelas mostram o barómetro de pontuação e as 10 corredoras que obtiveram mais pontos:
| Posição             | 1.ª | 2.ª | 3.ª | 4.ª | 5.ª | 6.ª | 7.ª | 8.ª | 9.ª | 10.ª | 11.ª | 12.ª | 13.ª | 14.ª | 15.ª | 16.ª-20.ª | 21.ª-30.ª | 31.ª-40.ª |
| Classificação geral | 400 | 320 | 260 | 220 | 180 | 140 | 120 | 100 | 80  | 68   | 56   | 48   | 40   | 32   | 28   | 24        | 16        | 8         |
| Por etapa           | 50  | 40  | 30  | 25  | 20  | 18  | 15  | 10  | 8   | 6    |      |      |      |      |      |           |           |           |
| Líder               | 8   |     |     |     |     |     |     |     |     |      |      |      |      |      |      |           |           |           |

| Classificação |                       |                         |       |       |       |        |
| Posição       | Ciclista              | Equipa                  | Geral | Etapa | Líder | Total  |
| ------------- | --------------------- | ----------------------- | ----- | ----- | ----- | ------ |
| 1.ª           | Annemiek Van Vleuten  | Movistar Team           | 400   | 77,33 | 24    | 501,33 |
| 2.ª           | Elisa Longo Borghini  | Trek-Segafredo          | 320   | 86,33 | 8     | 414,33 |
| 3.ª           | Demi Vollering        | SD Worx                 | 260   | 69,17 | -     | 329,17 |
| 4.ª           | Liane Lippert         | Team DSM                | 220   | 53    | -     | 273    |
| 5.ª           | Cecilie Uttrup Ludwig | FDJ-SUEZ-Futuroscope    | 180   | 40    | -     | 220    |
| 6.ª           | Elise Chabbey         | Canyon SRAM Racing      | 100   | 52,5  | -     | 152,5  |
| 7.ª           | Ane Santesteban       | Team BikeExchange-Jayco | 140   | 6,67  | -     | 146,67 |
| 8.ª           | Anna Shackley         | SD Worx                 | 120   | 10,17 | -     | 130,17 |
| 9.ª           | Silvia Persico        | Valcar-Travel & Service | 48    | 80    | -     | 128    |
| 10.ª          | Lotte Kopecky         | SD Worx                 | 16    | 94,17 | -     | 110,17 |